# Teramo Basket 2008-2009
Questa voce raccoglie le informazioni riguardanti il Teramo Basket nelle competizioni ufficiali della stagione 2008-2009.

## Verdetti
- Serie A:
  - stagione regolare: 3º posto su 16 squadre (19-11);
  - playoff: eliminazione ai quarti di finale contro Milano (1-3);
- Coppa Italia:
  - eliminazione in semifinale contro la Virtus Bologna.

## Stagione
La stagione 2008-2009 del Teramo Basket, sponsorizzato Banca Tercas, è la 6ª nel massimo campionato italiano di pallacanestro.
Anche per questa stagione la Lega Basket conferma la regola riguardo al numero di giocatori extracomunitari consentiti per ogni squadra, cioè quattro.

## Roster
| Banca Tercas Teramo 2008-09 | Banca Tercas Teramo 2008-09 |
| Giocatori                   | Staff tecnico               |
| --------------------------- | --------------------------- |

| N. | Naz.                                       | Ruolo | Nome                | Anno | Alt.   | Peso   |  |
| -- | ------------------------------------------ | ----- | ------------------- | ---- | ------ | ------ |  |
| 4  | Stati Uniti (bandiera) · Belgio (bandiera) | G     | Ryan Hoover         | 1974 | 188 cm | 83 kg  |  |
| 5  | Stati Uniti (bandiera)                     | AC    | Brandon Brown       | 1981 | 201 cm | 114 kg |  |
| 7  | Stati Uniti (bandiera)                     | G     | Jaycee Carroll      | 1983 | 188 cm | 82 kg  |  |
| 8  | Italia (bandiera)                          | P     | Giuseppe Poeta      | 1985 | 190 cm | 78 kg  |  |
| 9  | Italia (bandiera)                          | AC    | Valerio Amoroso     | 1980 | 204 cm | 107 kg |  |
| 10 | Italia (bandiera)                          | PG    | Riccardo Marzoli    | 1989 | 188 cm |        |  |
| 11 | Stati Uniti (bandiera)                     | C     | Jacob Jaacks        | 1977 | 207 cm | 104 kg |  |
| 12 | Italia (bandiera)                          | P     | Alessandro Piazza   | 1987 | 174 cm | 70 kg  |  |
| 13 | Italia (bandiera)                          | A     | Gianluca Lulli (C)  | 1972 | 196 cm | 101 kg |  |
| 14 | Argentina (bandiera) · Italia (bandiera)   | AP    | Bruno Cerella       | 1986 | 194 cm | 93 kg  |  |
| 15 | Stati Uniti (bandiera)                     | AP    | David Moss          | 1983 | 196 cm | 94 kg  |  |
| 17 | Italia (bandiera)                          | G     | Alex Martelli       | 1991 | 193 cm | 80 kg  |  |
| -  | Italia (bandiera)                          |       | Davide Di Curzio    | 1992 |        |        |  |
| -  | Italia (bandiera)                          | P     | Giovanni Laquintana | 1991 | 185 cm |        |  |
| -  | Italia (bandiera)                          | G     | Silvio Marinaro     | 1991 |        |        |  |
| -  | Italia (bandiera)                          | AG    | Achille Polonara    | 1991 | 205 cm | 100 kg |  |
| -  | Russia (bandiera) · Italia (bandiera)      | A     | Vladimir Jasakov    | 1990 | 198 cm |        |  |

| Allenatore                                                                    |
| - Andrea Capobianco                                                           |
| Assistente/i                                                                  |
| - Marco Ramondino Legenda - (C) Capitano - (IN) Inattivo - Infortunato Roster |

## Mercato

### Sessione estiva
| Acquisti | Acquisti          | Acquisti           | Acquisti   | Acquisti |
| R.       | Nome              | da                 | Modalità   |          |
| -------- | ----------------- | ------------------ | ---------- | -------- |
| AP       | Bruno Cerella     | Potenza            | definitivo |          |
| G        | Jaycee Carroll    | Utah St. Aggies    | definitivo |          |
| AC       | Valerio Amoroso   | Sutor Montegranaro | definitivo |          |
| AP       | David Moss        | Jesi Academy       | definitivo |          |
| G        | Ryan Hoover       | Jesi Academy       | definitivo |          |
| C        | Jacob Jaacks      | B.K. Kiev          | definitivo |          |
| P        | Alessandro Piazza | Fortitudo Bologna  | prestito   |          |

| Cessioni | Cessioni        | Cessioni                             | Cessioni       |
| R.       | Nome            | a                                    | Modalità       |
| -------- | --------------- | ------------------------------------ | -------------- |
| AP       | Devin Green     | Ostenda                              | fine contratto |
| GA       | Hassan Adams    | Toronto Raptors                      | fine contratto |
| A        | Roger Powell    | H. Gerusalemme                       | fine contratto |
| C        | Guillaume Yango | Nuova A.M.G. Sebastiani Basket Rieti | fine contratto |
| P        | Marco Carra     | Pall. Reggiana                       | fine prestito  |
| AP       | Franco Migliori | Veroli Basket                        | fine contratto |